# Kastell Naaldwijk
Das Kastell Naaldwijk ist ein mit hoher Wahrscheinlichkeit vermutetes, römisches Flottenkastell am nördlichen Ufer des Heliniums. Es wird auf dem Gebiet der Ortschaft Naaldwijk, einem Ortsteil der Gemeinde Westland in der niederländischen Provinz Zuid-Holland lokalisiert.

## Lage und Forschungsgeschichte

Naaldwijk und weitere römische Befunde im Hinterland

Das Helinium, wie die Römer die gemeinsame Mündung von Maas und Waal nannten, war schon in antiker Zeit ein bedeutender Verkehrsknotenpunkt sowohl für Wasser- als auch für Landwege. Es ist daher höchst wahrscheinlich, dass es dort auch eine militärische Präsenz gab. Die Forschung geht davon aus, dass sowohl am Südufer als auch am Nordufer des Heliniums, in Oostvoorne (Kastell Oostvoorne) und Naaldwijk, jeweils ein Flottenverband der Classis Germanica stationiert war.
Erste archäologische Ausgrabungen führte Jan Hendrik Holwerda  in den 1930er Jahren durch (Naaldwijk I), wobei er auf Siedlungsspuren stieß, die später als Vicus des vermuteten Flottenkastells interpretiert wurden. 2004 wurden die Untersuchungen von dem Grabungsunternehmen ADC ArcheoProjecten westlich der Stelle fortgesetzt, die Holwerda erforscht hatte (Naaldwijk II). Bis 2011 (Naaldwijk IV) erfolgten weitere Grabungskampagnen.

## Beschreibung
Wie eingangs erwähnt, handelt es sich bei der Annahme des Kastells nur um eine plausible Vermutung. Direkte archäologische Befunde, die seine Existenz verifizieren, liegen bis heute nicht vor. Jedoch machen die Funde und Befunde aus dem Vicusbereichs des Kastells eine solche sehr wahrscheinlich.

### Militärlager

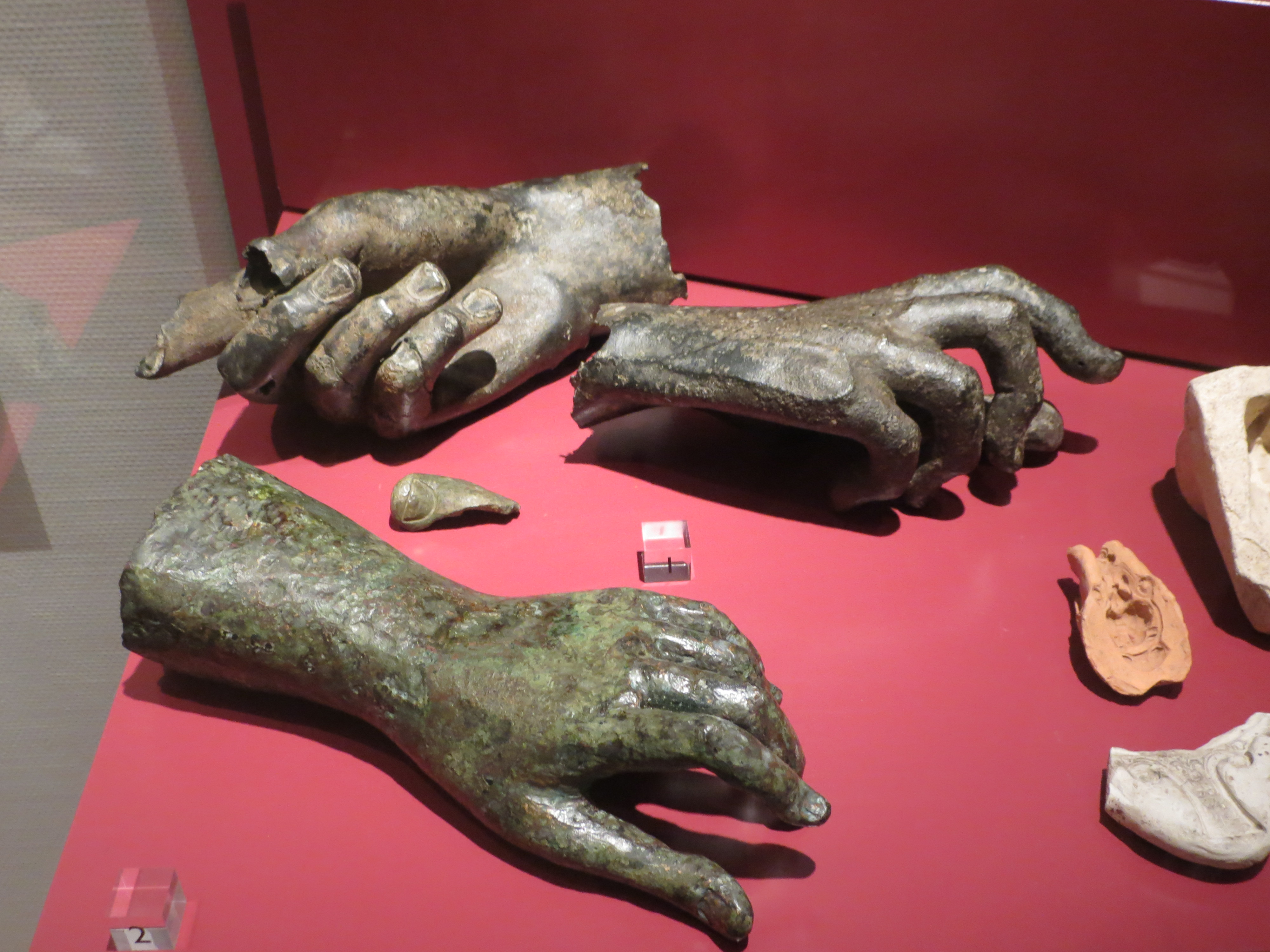
Römische Hände aus Bronze im Rijksmuseum van Oudheden Leiden. Fundorte:
Hinten links: Forum Hadriani
Hinten rechts: Naaldwijk, Hoogwerf
Vorne: Matilo

Bei Naaldwijk vermuten Archäologen eine Flottenstation der Classis Germanica, der Rheinflotte der römischen Armee, die ihr Hauptquartier in der CCAA hatte. In der Umgebung von Naaldwijk endete die Fossa Corbulonis im Helinium. Das umfangreiche Fundmaterial mit eindeutig militärischem Charakter stützt die Vermutung einer Flottenbasis. So wurden etliche Dachpfannenstempel mit dem Schriftzug CGPF (Classis Germanica Pia Fidelis) gefunden. Ferner wird die Classis auf der Platte des Sockels einer monumentalen Kaiserstatue genannt.
Ton Derks, Archäologe und Epigraphiker der Freien Universität Amsterdam (Vrije Universiteit Amsterdam) bemühte sich um die korrekte Interpretation und Lesung der 2004 gefundenen Inschrift XVCOSIII CLASSISAV. Derks publizierte 2006, dass er davon ausginge, dass es sich bei den Ziffern XV um die Anzahl der Ernennungen zum Imperator handele, während die III die Anzahl der Konsulate anzeige. Da es aber nur einen Kaiser gegeben habe, der 15 mal Imperator und drei mal Konsul gewesen sei, müsse es sich dabei um Claudius handeln. Damit wäre eine Errichtung des Kastells schon im Jahre 47 möglich, zusammen mit dem Bau des Corbulokanals.  Neben der Inschriftenplatte konnte eine Hand der Statue geborgen werden.
Große Mengen weiterer typischer Militaria im Naaldwijker Raum sind nahezu zwingende Indizien für eine militärische Präsenz. Es wird vermutet, dass außer der Flotte dort auch noch eine Auxilia stationiert war, deren Aufgabe in der Koordinierung und Versorgung der kleineren Militärposten eines tief gestaffelten Verteidigungssystems zwischen Rheinmündung und Helinium resp. zwischen Fossa Corbulonis und Nordsee bestand.

### Vicus
Der Vicus des Fundplatzes Naldwijk stellt sich als komplexer, mehrphasiger Befund dar, dessen Strukturen seit Holwerdas Erstgrabung immer noch nicht gänzlich geklärt sind.

#### Vorrömische Besiedlung
War man lange davon ausgegangen, dass es sich bei dem Vicus von Naaldwijk um eine originär römische Siedlung handele, zeigten jüngere Untersuchungen, dass der Fundplatz schon in der vorrömischen, späten Eisenzeit besiedelt gewesen sein muss. Das die Funde dieser Zeit tragende Stratum ist das älteste der Fundstelle.

#### Römische Bauphasen
Die lange Periode der römischen Besiedlung wurde grob in insgesamt sechs Phasen eingeteilt.
- Phase 1 (75–100)
Mit der Ankunft der Römer beginnt eine neue Phase der Besiedlung. Herkömmlicherweise wird der Beginn dieser Phase auf die Jahre 70/80 gelegt. Wichtig für die neuen Siedler scheint die Existenz eines rund zehn Meter breiten Grabens oder Bachlaufs gewesen zu sein. Unter anderem wurde der langgestreckte Grundriss eines Gebäudes ausgegraben, das aus zwei zeitlich aufeinanderfolgenden Teilen zu bestehen schien. Der aus dem Schema fallende Grundriss wurde schließlich als der von zwei aufeinanderfolgenden Bauwerken der Phasen 1 und 2 interpretiert.[9]

- Phase 2 (100–125)
Eine als Hausgrundriss interpretierte Pfostenkonfiguration wurde der Phase 2 zugewiesen. Zu dem Hausgrundriss gehörten zwei Brunnen, deren Verfüllschichten auf die Zeit nach 100 datiert werden konnten.[10]

- Phase 3 (125–150)
Die Füllungen eines Grabens und zweier Gruben datieren aufgrund des überwiegenden keramischen Fundmaterials auf das Jahr 150. Auf Grund der ebenfalls vorkommenden Lowlands Ware ist jedoch auch eine frühere Datierung denkbar. Auffällig ist die Bestattung eines 19 Jahre alten Pferdes mit Beigaben. Bei diesen handelt es sich unter anderem um die Wandscherben eines rauwandigen und eines oxidativ gebrannten Topfes aus Lowlands Ware.[11]

- Phase 4 (150–175)
Die archäologisch kaum sichtbare und fassbare Phase zwischen 150 und 175 bietet nur wenige unzusammenhängende Befunde.[12]

- Phase 5 (175–225)
In der Phase 5 nehmen die kulturellen römischen Einflüsse innerhalb der Siedlung stark zu. Dies lässt sich nicht nur in der Verwendung des Pes monetalis bei der Errichtung von Häusern oder der Anlage von Gräben, sondern insbesondere an der großen Menge Keramik römischer Provenienz ablesen. Das Keramikspektrum bietet für diese Phase auch gute Datierungsmöglichkeiten. So konnten auf der Grundlage ihrer Keramikfüllungen ein Graben auf die Zeit nach 175 und ein Brunnen auf die nach 200 datiert werden.[13]

- Phase 6 (290–350)
Die jüngeren Grabungen weisen darauf hin, dass zwischen den Phasen 5 und 6 eine rund 65-jährige Siedlungslücke liegt. Diese Lücke zeigt sich vor allem im keramischen Fundmaterial. Reliefverzierte, importierte Terra Sigillata setzt nach 225 aus, während neue, handgeformte Keramik, wie man sie aus Nordholland kennt, erst gegen Ende des dritten Jahrhunderts wieder einsetzt. Diese Keramik wird einer Gruppe von Neuankömmlingen zugeordnet, die neben der Keramikherstellung auch die Verarbeitung von Metallen betrieben.[14]

In einer Arbeitsgrube wurde auf einer Fläche von knapp anderthalb Quadratmetern eine Konzentration von neun Münzen gefunden. Die Münzen waren schlecht erhalten und nur schwer zu identifizieren. Der Schatzfund bestand aus kleinen Antoninianen und/oder Münzen vom Typ AES III/IV. Fünf Stück datieren um das Jahr 300, zwei weitere reichen möglicherweise bis ins 4. Jahrhundert, eine einzelne Münze ließ sich auf den Zeitraum 388 bis 403 datieren. Unmittelbar südlich dieser Münzkonzentration, zwischen zwei und acht Metern von dieser entfernt, wurden weitere neun einzelne Münzen geborgen, von denen drei oder vier derselben Zeitstellung wie der Hortfund entstammen. Die restlichen Münzen sind deutlich älter und haben andere Nominale. Ob alle Münzen ursprünglich dem Münzhort entstammen, lässt sich daher nicht feststellen.

#### Nachrömische Periode
Die Besiedlung des Früh- und Spätmittelalters konnte in vier Perioden eingeteilt werden:
- Merowingerzeit
- Karolingerzeit
- Ottonische Zeit/Spätmittelalter A
- Spätmittelalter B

Auf Grundlage der keramischen Funde kann man zunächst von einer unverminderten Intensität des gesellschaftlichen Lebens nach dem Abzug der Römer ausgehen. In der Merowingerzeit wurde die Siedlung vermutlich Teil eines großen Handelsnetzes mit dem Rheingebiet und der Eifel, eine Situation, die bis in die karolingische Zeit anhielt. Es kann angenommen werden, dass sich in Naaldwijk ein kleiner Handelsplatz befand, dessen Handelsaktivitäten sich insbesondere auf die Maas erstreckt haben werden.

## Funde und Befunde in der Umgebung
Der Siedlungsplatz Naaldwijk und das vermutete Kastell bildeten vermutlich den südwestlichsten Punkt eines tief gestaffelten Verteidigungssystems zwischen Rhein- und Maas-/Waalmündung, das neben der Fossa Corbulonis über mehrere parallel zu dieser verlaufende Landwege, weitere die Fossa von der Küste her kommend kreuzende Wege sowie einige militärische Sicherungsplätze verfügte. In diesem Kontext sind auch die beiden folgenden Funde/Befunde zu betrachten, die sich am nördlichen Rande der Gemeinde Westland, etwa drei bis vier Kilometer vom Fundplatz Naaldwijk entfernt, verorten lassen.

### So genannter „Meilenstein von Monster“

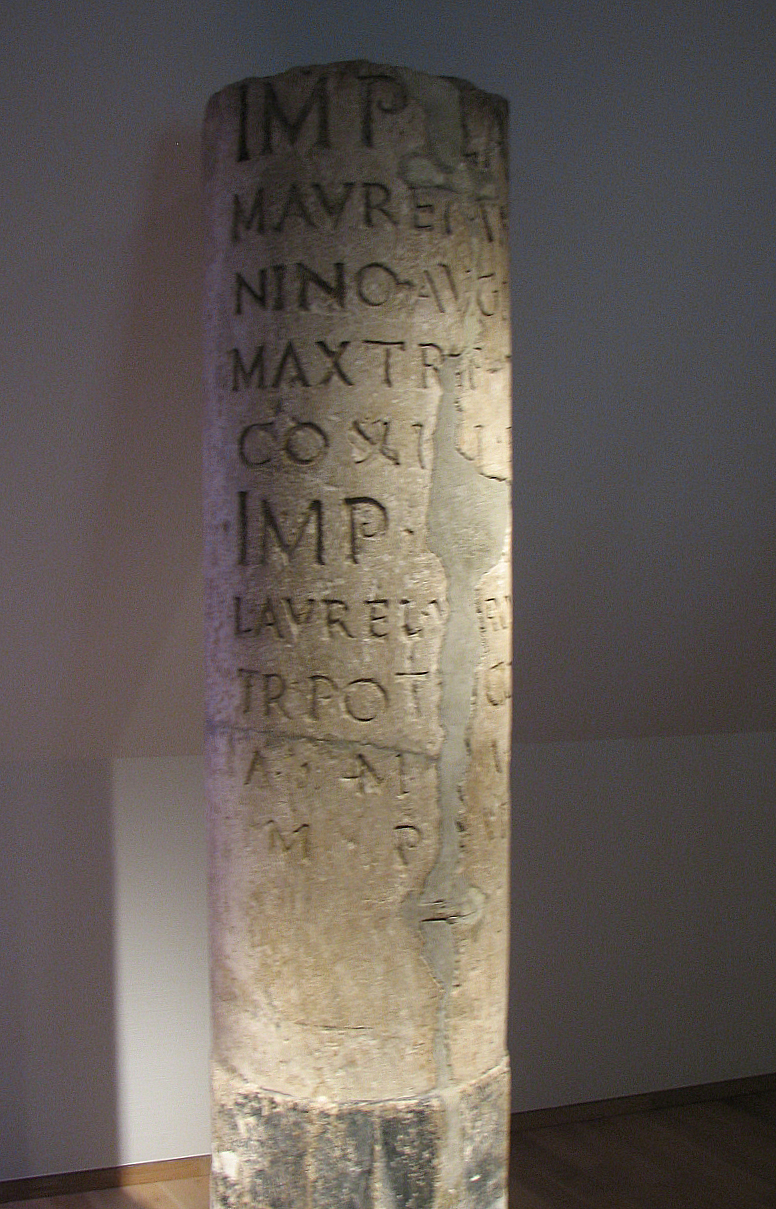
Römischer Meilenstein
(162 u. Z.)
FO: Naaldwijk oder Monster
AO: Rijksmuseum van Oudheden, Leiden

Ende des 15. Jahrhunderts wurde entweder in Naaldwijk oder im benachbarten, ebenfalls zur Gemeinde Westland gehörenden Gebiet von Monster ein römischer Meilenstein gefunden, der wichtige Informationen zur Situation im Küstengebiet liefert. Der genaue Fundort ist unbekannt.
Der Inschriftentext lautet:
IMP(eratori) CAES(ari)/ M(arco) AVREL(io) ANTO/NINO AVG(usto) PONT(ifici)/ MAX(imo) TR(ibunicia) POT(estate) XVI/ CO(n)S(uli) I[I]I ET/ IMP(eratori) [C]AES(ari)/ L(ucio) AVREL(io) [VE]RO AVG(usto)/ TR(ibunicia) POT(estate) [II] CO(n)S(uli) II/ A M[---] A E C/ M(ilia) P(assuum) XII (VII?)
Lesung:
Kaiser Marcus Aurelius Antoninus, Oberbefehlshaber, Oberpriester, zum sechzehnten Mal Volkstribun, zum dritten Mal Consul, und Kaiser Lucius Aurelius Verus, Oberbefehlshaber, zum zweiten Mal Volkstribun, zum zweiten Mal Consul. Von Municipium Aelium Cananefatium zwölf (sieben?) Meilen.
Der Meilenstein markierte offenbar eine Stelle an der vom Forum Hadriani zum Helinium führenden Straße, an der die Entfernung vom Municipium Aelium Cananefatium, wie der offizielle Name von Forum Hadriani lautete, mit zwölf (oder sieben) Meilen angegeben wurde. Die Titulaturen der Augusti weisen darauf hin, dass der Stein im Jahr 162 errichtet worden sein muss.

### Siedlungsspuren von Poeldijk
Ebenfalls auf dem Gebiet von Monster, im Ortsteil Poeldijk, wurden Siedlungsspuren entdeckt, die eindeutig militärischen Charakter hatten. Bei dem Befund handelt es sich um ein steinernes Gebäude (Fundamente aus Tuff) unbestimmter Verwendung mit einer Länge von rund 15 Metern und einer Breite zwischen sieben und acht Metern. Das Gebäude wurde in der zweiten Hälfte des zweiten Jahrhunderts errichtet und war von einem doppelten Spitzgraben umgeben. Es wurde inmitten einer älteren römischen Siedlung errichtet, die schon in der ersten Hälfte des ersten Jahrhunderts bewohnt war. Der Fundort lag nahe dem Fluss Gantel, über den er mit dem Helinium verbunden war. Zusätzlich führte eine Straße vom Forum Hadriani zum Helinium durch den Ort.
Das Fundgebiet von Poeldijk wurde als Rijksmonument 47122 im Monumentenregister der Niederlande eingetragen und nach dem Monumentenwet (Denkmalschutzgesetz) von 1988 unter besonderen Schutz gestellt.